# علاء الريماوي
علاء حسن الريماوي إعلامي وكاتب فلسطيني وباحث مختص في شؤون القدس والاستيطان الإسرائيلي، ومحلل سياسي وخبير بالشأن الإسرائيلي، عمل مديراً لمكتب قناة القدس الفضائية قبل إغلاقها، وعمل مراسلا لقناة «الجزيرة مباشر» ومديرا لموقع «جي ميديا» الإعلامي، وعضو مجلس بلدي منتخب في بيت ريما، ولد في بلدة بيت ريما، رام الله. وهو صهر أ.د.حسام الدين عفانة ولديه ثلاثة أبناء أطلوا على الحياة وهو في المعتقل عند الاحتلال الإسرائيلي.

## وظيفة
- مراسل لوكالة الأناضول للأنباء في الضفة الغربية.
- متخصص في الصحافة الإسرائيلية حيث يقوم بكتابة متابعات حول ما يصدر في الصحافة الإسرائيلية ويترجمها لصالح عدد من وسائل الإعلام الفلسطينية المحلية، أبرزها صحيفة فلسطين التي تصدر في قطاع غزة ويحرر فيها صفحة «إسرائيليات».[2]

## مقالات ومنشورات
له العشرات من المقالات المتخصصة بالشؤون الفلسطينية والإسرائيلية في عدة وكالات ومواقع إخبارية.

## في سجون الاحتلال
اعتقل أكثر من مرة لعدة سنوات سابقاً أسير محرر، وتعرض لظروف صحية صعبة في السجن.
كان منها حين اعتقلته قوات الاحتلال الإسرائيلي فجر الخميس 6-1-2011 من منزله في بلدة بيت ريما شمال رام الله، وذلك بعد أيام قليلة من الإفراج عنه من سجون أجهزة السلطة الفلسطينية في رام الله.
أعتقل أيضاً مع إعلان الانتخابات الفلسطينية عام 2021 يوم الأربعاء 14/4/2020، وأبلغ زوجته حينها أنه دخل إضرابا عن الطعام منذ لحظة اعتقاله.

## في سجن السلطة الفلسطينية
أعتقلته الأجهزة الامنية التابعة لحركة فتح في الضفة الغربية جهاز الأمن الوقائي الفلسطيني والمخابرات العامة أكثر من مرة وتعرض للتعذيب هناك.
وكان جهاز الأمن الوقائي قد اعتقل الريماوي في 30 تشرين الأول 2010 لمدة تزيد على شهرين، بعد استدعائه لمقابلة أحد ضباط الجهاز، وبعدها تم السماح لأسرته بزيارته لمرة واحد ولمدة لا تتجاوز العشرين دقيقة، في الوقت الذي لم يتم توجيه أي تهمة واضحة له.
وبعد خروجه قامت قوات الاحتلال الإسرائيلي باعتقاله.
ثم اعادت اجهزة السلطة اعتقاله في 5 أكتوبر 2013  حيث تم حجزه حتى الساعة 1:30 فجرًا قبل إخلاء سبيله في اليوم التالي، مع تسليمه بلاغ استدعاء جديد بالحضور اليوم التالي يوم الأحد 7-10-2013، وعند عودته إعتقلته وأعلن أنه في حالة إضراب مفتوح عن الطعام منذ اللحظة الأولى للاستدعاء، محملاً قادة جهاز المخابرات والرئيس الفلسطيني محمود عباس باعتباره المسئول الأول عنه، المسئولية القانونية والأخلاقية كاملة عن أي مساس به أو تدهور يطرأ على صحته.
وكان جهاز المخابرات الفلسطيني في مدينة رام الله، وجه للريماوي ثلاث مرات استدعاء منذ بداية الأسبوع الحالي، حيث تم استدعاؤه يومي السبت والأحد في الثامن والتاسع من حزيران/يونيو 2013، وكان آخر استدعاء يوم الثلاثاء 11 حزيران/يونيو، قبل أن تنجح نقابة الصحافيين الفلسطينيين في التدخل ووقف الاستدعاء.

### ردود افعال
- وقد دان منتدى الإعلاميين الفلسطينيين، بشدة، إقدام عناصر من المخابرات العامة على اقتحام منزل الصحفي الريماوي، من منزله في رام الله مساء الجمعة 4/10/2013م.[12]
- وقال نائب رئيس كتلة الصحفي الفلسطيني الصحفي وسام عفيفة إن واقع الاعتقالات والسجن والمحاكمات لم يواجهه الصحفيون في السابق إلا من سلطة الاحتلال الإسرائيلي، وها هو الواقع يفرض نفسه مرة أخرى ولكن بأيدٍ فلسطينية ولأسباب سياسية بحتة.

وأدان عفيفة في حديثه لـ«فلسطين» استمرار اعتقال الصحفي الريماوي واصفاً عملية اعتقاله بأنها تصرف جائر ويأتي تتويجاً لـ«مسلسل طويل من الانتهاكات التي ترتكبها السلطة والأجهزة الأمنية عموما بحق الصحفيين الفلسطينيين».
- وعبر رئيس التجمع الإعلامي الفلسطيني صالح المصري عن قلقه البالغ إزاء استمرار اعتقال الصحفي الريماوي، قائلا إن "إقدام الأجهزة الأمنية على اعتقال الصحفيين يشكل صفحة سوداء من تاريخ شعبنا ولطمة على جبين العمل الإعلامي الفلسطيني.

### إعتقاله وإضرابه عن الطعام
تم اعتقال الريماوي بتاريخ 3 يوليو 2021 على خلفية شكوى قدمتها ضده وزارة الأوقاف، بدعوى الخطابة بدون تكليف رسمي في أحد مساجد محافظة الخليل يوم تشييع جثمان نزار بنات.
وجرى تحويل الصحفي علاء الريماوي إلى النيابة العامة بعد اتهامه بالتعدي على مهام خطيب الجمعة المكلف من وزارة الأوقاف في المسجد الذي شهد صلاة الجنازة. وفي وقت لاحق تم نقله إلى العناية المركزة في أحد مشافي مدينة الخليل بعد تدهور حالته الصحية وذلك بسبب إضرابه عن الطعام، وقامت النيابة العامة الفلسطينية بالإفراج عنه بتاريخ 6 يوليو 2021.

## روابط خارجية
- مقالاته على موقع فلسطين أون لاين